# Іліково (Кушнаренковський район)
Ілі́ково (рос. Иликово, башк. Илек) — село у складі Кушнаренковського району Башкортостану, Росія. Адміністративний центр Горьківської сільської ради.
Населення — 541 особа (2010; 685 у 2002).
Національний склад:
- татари — 62 %
- башкири — 37 %

У селі народився татарський поет Лотфі Валі (1910-1943).